# Harry Amass
Harry John Amass, né le 16 mars 2007 à Londres, est un footballeur anglais qui évolue au poste d'arrière droit à Manchester United.

## Biographie

### Carrière en club
Amass commence sa formation au sein de l'académie de Watford, qu'il rejoint à l'âge de neuf ans. Le 7 janvier 2023, à seulement 15 ans, il est convoqué pour la première fois avec l'équipe première lors d'un match de FA Cup contre Reading, bien qu'il n'entre finalement pas en jeu.
En juin 2023, Manchester United annonce son arrivée en provenance de Watford. Il s'intègre rapidement aux équipes de jeunes du club, notamment les U18 et U21, et participe à la tournée estivale 2024 aux États-Unis, où il délivre une passe décisive lors d'une victoire 3-2 contre le Real Betis.
Le 16 mars 2025, jour de son 18e anniversaire, Amass fait ses débuts professionnels avec Manchester United en entrant en jeu à la 69e minute lors d'une victoire 3-0 contre Leicester City en Premier League. Moins d'un mois plus tard, le 13 avril 2025, il est titularisé pour la première fois en championnat lors d'un match contre Newcastle United.

### En sélections nationales
Harry Amass représente l'Angleterre dans les catégories de jeunes. Il est sélectionné avec les U15, puis les U16, avec lesquels il participe à un tournoi amical en février 2023, remporté par l'Angleterre. En mai 2024, il est convoqué pour le Championnat d'Europe des moins de 17 ans, où il entre en jeu lors du quart de finale contre l'Italie et réussit son tir au but malgré l'élimination de son équipe. Le 4 septembre 2024, il fait ses débuts avec l'Angleterre de moins de 18 ans lors d'un match contre le Portugal.

## Statistiques

### En club
| Saison                | Club                  | Championnat           | Championnat | Championnat | Championnat | Coupe nationale | Coupe nationale | Coupe nationale | Coupe de la Ligue | Coupe de la Ligue | Coupe de la Ligue | Compétition(s) continentale(s) | Compétition(s) continentale(s) | Compétition(s) continentale(s) | Compétition(s) continentale(s) | Total | Total | Total |
| Saison                | Club                  | Division              | M.          | B.          | P.d.        | M.              | B.              | P.d.            | M.                | B.                | P.d.              | Comp.                          | M.                             | B.                             | P.d.                           | M.    | B.    | P.d.  |
| 2024-2025             | Manchester United     | Premier League        | 5           | 0           | 0           | 0               | 0               | 0               | 0                 | 0                 | 0                 | C3                             | 2                              | 0                              | 0                              | 7     | 0     | 0     |
| Total sur la carrière | Total sur la carrière | Total sur la carrière | 5           | 0           | 0           | 0               | 0               | 0               | 0                 | 0                 | 0                 | -                              | 2                              | 0                              | 0                              | 7     | 0     | 0     |

## Palmarés

### En club
| Manchester United (0)                    |
| ---------------------------------------- |
| - Ligue Europa (0) : - Finaliste en 2025 |